# Robert Rompe
Robert Wilhelm Hermann Rompe, né le 10 septembre 1905 à Saint-Pétersbourg et mort  le 6 octobre 1993 à  Berlin, est un physicien spécialiste d'électrotechnique et un homme politique de la République démocratique allemande (RDA) qui exerça également d'importantes responsabilités dans les milieux de la recherche scientifique.

## Biographie
Robert Rompe et sa femme Elisabeth reposent dans le cimetière de Kloster sur l'île de Hiddensee où ils possédaient une résidence d'été et vécurent à partir des années 1980.
Il est le beau-père du musicien Aljoscha Rompe (en).